# Salas de Bureba
Salas de Bureba es un municipio y localidad española situada en la provincia de Burgos, comunidad autónoma de Castilla y León, comarca de La Bureba, partido judicial de Briviesca.

## Geografía
Está situada al este del Valle de las Caderechas en la margen izquierda del río Homino, cuyo caudal proviene de los importantes acuíferos (sistema número 64) acumulados en el subsuelo del Páramo de Masa, entre las localidades de Castellanos y Poza.
Tiene un área de 13,30 km², con una población de 135 habitantes (INE 2007) y una densidad de 10,15 hab/km².

## Historia
Villa, en la cuadrilla de Caderechas, una de las siete en que se dividía la Merindad de Bureba perteneciente al partido de Bureba. Jurisdicción de realengo con regidor pedáneo.
A la caída del Antiguo Régimen queda constituida como ayuntamiento constitucional del mismo nombre en el partido de Briviesca, región de Castilla la Vieja; contaba entonces con 441 habitantes.

## Parroquia
Iglesia católica de Santa María, dependiente de la parroquia de Poza de la Sal en el arciprestazgo de Oca-Tirón, diócesis de Burgos.

## Demografía
Salas de Bureba cuenta con una población de 129 habitantes (INE 2024).
| Gráfica de evolución demográfica de Salas de Bureba entre 1842 y 2021                                               |
| |
| Población de derecho según los censos de población del INE Población de hecho según los censos de población del INE |

Al igual que la mayoría de los pueblos castellanos, Salas de Bureba sufrió una dramática despoblación a partir de la década de 1960. La población que abandonaba Salas de Bureba se dirigía en busca de una mejor vida principalmente a la ciudad de Burgos y a la región industrial del Gran Bilbao.

## Comunicaciones
- Carretera: Locales BU-V-5026 a Aguas Cándidas y BU-V-5028 a Oña.
- Ferrocarril: Hasta su cierre en 1985 la villa contaba con una estación del ferrocarril Santander-Mediterráneo.